# Perfectly Reasonable Deviations from the Beaten Track: The Letters of Richard P. Feynman
Perfectly Reasonable Deviations from the Beaten Track: The Letters of Richard P. Feynman é uma colecção de cartas elaboradas pelo ganhador do Prémio Nobel, Richard Feynman.
O livro é editado pela sua filha, Michelle Feynman, incluindo prefácio de Timothy Ferris e também é intitulado Don't You Have Time to Think?